# Daron Malakian
Daron Vartan Malakian (armeniska: Տարոն Վարդանի Մալաքյան), född 18 juli 1975 i Hollywood, Los Angeles, Kalifornien, är en amerikansk låtskrivare och musiker. Han är låtskrivare, gitarrist och keyboardist samt, tillsammans med Serj Tankian, sångare i System of a Down. Utöver detta är även Malakian sångare och gitarrist i bandet Daron Malakian and Scars on Broadway. 

## Biografi
Daron Malakian är född i Hollywood, Kalifornien som son till Zepur och Vartan Malakian och har armeniska familjerötter. Han gick på samma privatskola, Rose and Alex Pilibos Armenian School, som två av bandmedlemmarna i System of a Down (Serj Tankian och Shavo Odadjian), men de tre umgicks inte under denna tid då de inte gick i samma klass (på grund av åldersskillnaden dem emellan). Istället träffades de först 1992, då de alla arbetade på separata projekt i samma inspelningsstudio. Malakian och Tankian bildade bandet Soil (tillsammans med David Hakopyan och Domingo "Dingo" Larino). Odadjian anslöt sig senare till bandet först i form av deras manager och sedan som deras kompgitarrist.
Malakian flyttade till Glendale, Kalifornien när han var elva år. Han gick då på Roosevelt Middle School och senare på Glendale High School. Efter att hans äldre kusin visat honom diverse KISS-album började Malakian utveckla ett intresse för hårdrock. Som favoritband/favoritartister har han listat bland annat Slayer, Metallica, The Who, Iggy Pop och The Beatles. Malakian spelar även trummor. Redan vid låg ålder visade Malakian en talang för musik och han önskade sig under många år ett trumset. Hans föräldrar vägrade dock att köpa detta till honom och istället köpte de en gitarr. Malakian har själv sagt att han är mer intresserad av trummor än gitarr.
Malakian flyttade ur sitt föräldrahem under 2002 och han flyttade istället in i ett hus i Glendale, Kalifornien. Malakian har varit en stor beundrare av Edmonton Oilers sedan han var ung och han har en självutnämnd "helgedom" tillägnad ishockeylaget. 2018 hade Malakian en flickvän med familj, men inga egna barn.
Malakian medverkade 2014 på "Rebellion" på Linkin Parks album The Hunting Party.

## Utmärkelser
Malakian har blivit framröstad som den fjärde bästa gitarristen i världen av Metal Edge Magazine. Han har även röstats fram som den sextionionde vildaste gitarrhjälten i historien av hårdrockstidningen Classic Rock (volym 104, april 2007). Utöver detta kom Malakian på plats trettio på Guitar Worlds lista över de bästa heavy metal-gitarristerna i världen, i mars 2004.

## Gitarrer

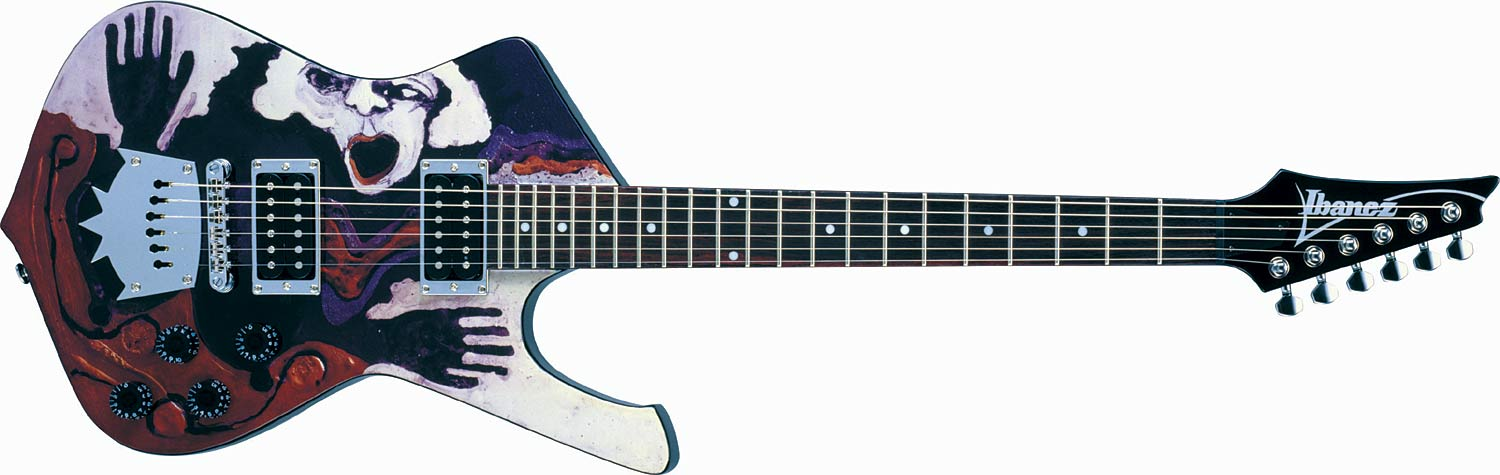
En av Daron Malakians gitarrer (en Ibanez Iceman).

Malakian äger ett flertal olika gitarrer. Några av dessa är:
- Olika sorters Ibanez Iceman.
- Olika sorters Gibson SG.
- En Fender Stratocaster.
- En Gibson ES-335.
- En Jackson Randy Rhoads.
- En Gibson Flying V.

## Diskografi

### System of a Down
- 1998: System of a Down
- 2001: Toxicity
- 2002: Steal This Album!
- 2005: Mezmerize
- 2005: Hypnotize

### Scars on Broadway
- 2008: Scars on Broadway
- 2018: Dictator